# Сін'ял-Ірх-Сірми
Сін'я́л-Ірх-Сірми́ (рос. Синъял-Ирх-Сирмы, чув. Çĕньял Упакасси) — присілок у складі Маріїнсько-Посадського району Чувашії, Росія. Входить до складу Першочурашевського сільського поселення.
Населення — 144 особи (2010; 92 у 2002).
Національний склад:
- чуваші — 99 %

Стара назва — Сіньял-Ірх-Сірми.